# Kreiskette

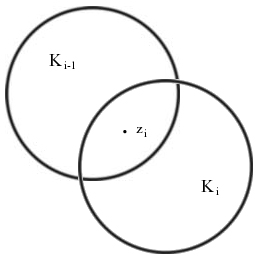
Veranschaulichung

In der Mathematik und da besonders in der Funktionentheorie wird eine Menge von Kreisscheiben {\displaystyle (K_{0},\dots ,K_{n})} in der komplexen Ebene Kreiskette genannt, wenn die Kreisscheiben offen nicht disjunkt sind. Sie bilden dann eine Zusammenhangskomponente und sind ein wichtiges Hilfsmittel, um  holomorphe Funktionen, die nur auf der ersten Kreisscheibe {\displaystyle K_{0}} definiert ist, analytisch fortzusetzen.

## Definition
Seien {\displaystyle K_{0},\ldots ,K_{n}\subset \mathbb {C} } offene Kreisscheiben. Ihre Vereinigung ist eine Kreiskette, wenn für alle {\displaystyle j<n} ein {\displaystyle z_{j}\in K_{j}\cap K_{j+1}} existiert, der Schnitt zweier aufeinanderfolgender Kreisscheiben also nicht leer ist.